# Slättobis
Slättobis (Gymnammodytes semisquamatus) är en långsmal fiskart som tillhör familjen tobisfiskar och finns i östra Atlanten. 

## Utseende
Slättobisen är en långsmal fisk utan fjäll på framkroppen och med tandlösa käkar med tydligt underbett. Den har inga bukfenor, ryggfenan är lång, och både den och analfenan har vågiga kanter. Sidolinjen är inte rak, utan har små, korta utskott. Den blir normalt inte mycket mer än 15 cm lång, men kan nå upp till 30 cm.

## Vanor
Arten lever på djup mellan 25 och 250 m över skalgrusbottnar. Födan består av plankton.

### Fortplantning
Lektiden varierar; i Nordsjön sker den vår och höst. Honan kan som mest lägga 30 000 klibbiga ägg som fastnar på bottnen. Larverna är däremot pelagiska.

## Utbredning
Slättobisen finns i östra Atlanten från södra Norge, Skagerack, Brittiska öarna (inklusive Shetlandsöarna) via Nordsjön till Portugal.

## Kommersiell användning
Fångas tillsammans med andra tobisfiskar som industrifisk. Används även som agn.